# Пискулешти (Прахова)
Пискулешти (рум. Pisculești) насеље је у Румунији у округу Прахова у општини Тиносу. Oпштина се налази на надморској висини од 118 m.

## Становништво
Према подацима из 2002. године у насељу је живело 677 становника, од којих су сви румунске националности.